# Ligne de Fives à Baisieux
La ligne de Fives à Baisieux est une ligne ferroviaire française à écartement standard, située dans le département du Nord. Elle relie la gare de Lille-Flandres à celle de Baisieux. Elle se raccorde ensuite, à la frontière, avec le réseau de la SNCB, permettant des relations ferroviaires entre Lille et Namur via Tournai.
Elle constitue la ligne no 269 000 du réseau ferré national.

## Histoire
L'établissement d'un « chemin de fer de Lille à la frontière belge, dans la direction de Tournai » est concédée à titre définitif par une convention signée le 16 juin 1862 entre le ministre des Travaux publics et la Compagnie des chemins de fer du Nord.
Le décret du 6 juillet 1862 déclare la ligne d'utilité publique et approuve la convention de concession,.
La mise en service le 1er décembre 1865 se fait simultanément sur la ligne française de Lille à Baisieux et frontière et sur la ligne belge de Tournai à Blandain et frontière. Outre la gare de Lille, la ligne comporte deux stations en France : Ascq et Baisieux.
La ligne est utilisée pour la liaison no 3, de Lille-Flandres à Ascq, du TER Nord-Pas-de-Calais, ainsi que pour la liaison no 4, de Lille-Flandres à Orchies via Ascq, où les trains empruntent en complémentarité la section Orchies - Ascq de la ligne de Somain à Halluin ; de plus, il y circule deux liaisons transfrontalières : un TER Lille – Tournai et un InterCity Lille – Namur.

## La ligne

### Vitesses limites
Vitesses limites de la ligne en 2012 pour tous les types de trains en sens impair (certaines catégories de trains, comme les trains de marchandises, possèdent des limites plus faibles) :
| De                                   | À                                    | Limite |
| ------------------------------------ | ------------------------------------ | ------ |
| Lille-Flandres BV                    | Portique « Pont supérieur de Fives » | 30     |
| Portique « Pont supérieur de Fives » | Baisieux Frontière                   | 120    |

En Belgique, la vitesse de référence de la ligne 94 Bruxelles – Lille via Tournai est de 140 km/h. Ici comme en France, certains trains roulent à des vitesses inférieures en raison des caractéristiques techniques des engins moteurs ou de la masse du train.

### Exploitation
La ligne de Fives à Baisieux a temporairement vu passer les trains Eurostar et Thalys en direction de Bruxelles, jusqu'à la mise en service de la LGV 1 en Belgique en 1997. Les trains Eurostar empruntaient la LGV Nord jusqu'à Lille-Europe, puis bifurquaient à hauteur de Fives pour ensuite poursuivre leur route par Tournai et la ligne 94 jusqu'à Bruxelles. Quant aux Thalys, un rebroussement en gare de Lille-Flandres était nécessaire en venant de Paris pour pouvoir poursuivre en direction de la capitale belge.
Aujourd'hui, le trafic de la ligne est relativement modeste, en voyant passer les IC de la SNCB assurer des missions entre Lille et Tournai. Ces trains sont désignés comme des TER Hauts-de-France sur la partie du tracé entre Lille et Baisieux. En semaine comme en week-end, un train par heure effectue un aller-retour entre les deux villes ; cette fréquence passe à une demi-heure lors des heures de pointe. La ligne voit aussi passer des trains de fret en direction de la Belgique, et entrent sur la ligne par le raccordement de Lezennes, qui mène aux lignes de Paris-Nord à Lille et de Fives à Abbeville, ainsi qu'à ligne de Lille aux Fontinettes (via la ligne d'Haubourdin à Saint-André surtout pour les trains de fret).
Quelques circulations exceptionnelles sont également réalisées sur la très courte section de Fives à Lezennes, afin de livrer les trains au technicentre d'Hellemmes.

### Tracé de la ligne
La ligne débute sur le territoire de la ville de Lille, à hauteur de l'ancienne gare de Fives, là où bifurquent également les trains en direction de Valenciennes et de Douai. Elle passe au-dessus de la LGV Nord, puis atteint la halte de Lezennes, située au même endroit que l'entrée ferroviaire du technicentre d'Hellemmes. Elle passe ensuite la halte du même nom puis arrive à Villeneuve-d'Ascq, où se situent 3 arrêts, Pont-de-Bois, Annappes et Ascq. A Pont-de-Bois, une correspondance est possible avec la ligne 1 du métro de Lille grâce à la station du même nom jouxtant les quais de la halte. C'est en gare d'Ascq que bifurquent les trains en direction d'Orchies via la ligne de Somain à Halluin. C'est après un tracé rectiligne de quelques kilomètres que la ligne arrive à Baisieux, pour ensuite traverser la frontière franco-belge. Au-delà de celle-ci, elle est mentionnée comme étant la ligne 94 dans la nomenclature d'Infrabel, reliant Hal (Bruxelles) à la frontière française, et est rejointe par la ligne 75A à hauteur de la gare de Froyennes, peu avant Tournai.